# U/21 Europamesterskabet i fodbold 2002
U-21 Europamesterskabet i fodbold 2002 blev spillet på fire forskellige stadioner i Schweiz fra den 16. til den 28. maj 2002. Turneringen blev vundet af Tjekkiet, der slog Frankrig i finalen.

## Gruppespil

### Gruppe A
| Hold     | K | V | U | T | M+ | M- | MF | P |
| -------- | - | - | - | - | -- | -- | -- | - |
| Italien  | 3 | 1 | 2 | 0 | 3  | 2  | +1 | 5 |
| Schweiz  | 3 | 1 | 1 | 1 | 3  | 2  | +1 | 4 |
| Portugal | 3 | 1 | 1 | 1 | 4  | 4  | 0  | 4 |
| England  | 3 | 1 | 0 | 2 | 4  | 6  | −2 | 3 |

| 17. maj 2002 20:15 |

| England               | 2 – 1   | Schweiz    |
| --------------------- | ------- | ---------- |
| Defoe 3' · Crouch 53' | Rapport | Frei 58' · |

| Hardturm, Zurich Dommer: Attila Hanacsek (Ungarn) |

| 17. maj 2002 20:30 |

| Italien       | 1 – 1   | Portugal      |
| ------------- | ------- | ------------- |
| Bonazzoli 57' | Rapport | Postiga 48' · |

| St. Jakob-Park, Basel Dommer: Bernhard Brugger (Østrig) |

| 20. maj 2002 17:00 |

| Portugal | 0 – 2   | Schweiz                         |
| -------- | ------- | ------------------------------- |
|          | Rapport | Cabanas 60' (str.) · Frei 73' · |

| Hardturm, Zurich Dommer: Tom Henning Øvrebø (Norge) |

| 20. maj 2002 20:30 |

| Italien            | 2 – 1   | England     |
| ------------------ | ------- | ----------- |
| Maccarone 58', 84' | Rapport | Barry 64' · |

| St. Jakob-Park, Basel Dommer: Eduardo Iturralde González (Spanien) |

| 22. maj 2002 20:30 |

| Schweiz | 0 – 0   | Italien |
| ------- | ------- | ------- |
|         | Rapport |         |

| St. Jakob-Park, Basel Dommer: Jacek Granat (Polen) |

| 22. maj 2002 20:30 |

| Portugal                                      | 3 – 1   | England     |
| --------------------------------------------- | ------- | ----------- |
| Teixeira 7' · Makukula 20' (str.) · Viana 69' | Rapport | Smith 43' · |

| Hardturm, Zurich Dommer: Erol Ersoy (Tyrkiets fodboldforbund) |

### Gruppe B
| Hold       | K | V | U | T | M+ | M- | MF | P |
| ---------- | - | - | - | - | -- | -- | -- | - |
| Frankrig   | 3 | 3 | 0 | 0 | 7  | 1  | +6 | 9 |
| Tjekkiet   | 3 | 1 | 1 | 1 | 2  | 3  | −1 | 4 |
| Belgien    | 3 | 1 | 0 | 2 | 2  | 4  | −2 | 3 |
| Grækenland | 3 | 0 | 1 | 2 | 3  | 6  | −3 | 1 |

| 16. maj 2002 19:00 |

| Frankrig               | 2 – 0   | Tjekkiet |
| ---------------------- | ------- | -------- |
| Govou 41' · Sorlin 45' | Rapport |          |

| Les Charmilles, Genève Dommer: Erol Ersoy (Tyrkiets fodboldforbund) |

| 16. maj 2002 20:00 |

| Grækenland   | 1 – 2   | Belgien                      |
| ------------ | ------- | ---------------------------- |
| Gittas 90+2' | Rapport | Daerden 33' · Soetaers 83' · |

| Stade Olympique de la Pontaise, Lausanne Dommer: Jacek Granat (Polen) |

| 19. maj 2002 16:00 |

| Belgien | 0 – 1   | Tjekkiet      |
| ------- | ------- | ------------- |
|         | Rapport | Jiránek 19' · |

| Les Charmilles, Genève Dommer: Felix Tangawarima (Zimbabwe) |

| 19. maj 2002 16:30 |

| Grækenland       | 1 – 3   | Frankrig                     |
| ---------------- | ------- | ---------------------------- |
| Patsatzoglou 84' | Rapport | Armand 37' · Frau 40', 61' · |

| Stade Olympique de la Pontaise, Lausanne Dommer: Franz-Xaver Wack (Tyskland) |

| 21. maj 2002 20:30 |

| Tjekkiet           | 1 – 1   | Grækenland     |
| ------------------ | ------- | -------------- |
| Grygera 36' (str.) | Rapport | Kyriazis 69' · |

| Stade Olympique de la Pontaise, Lausanne Dommer: Attila Hanacsek (Ungarn) |

| 21. maj 2002 20:30 |

| Belgien | 0 – 2   | Frankrig                            |
| ------- | ------- | ----------------------------------- |
|         | Rapport | Daerden 74' (sm.) · Luyindula 86' · |

| Les Charmilles, Genève Dommer: Bernhard Brugger (Østrig) |

## Slutspil

### Overblik
|  | Semifinaler       | Semifinaler  |       |  | Finale          | Finale |  |
|  |                   |              |       |  |                 |        |  |
|  | 25. maj – Basel   |              |       |  |                 |        |  |
|  | Frankrig          | 2            |       |  |                 |        |  |
|  | Schweiz           | 0            |       |  |                 |        |  |
|  |                   |              |       |  |                 |        |  |
|  |                   |              |       |  | 28. maj – Basel |        |  |
|  |                   |              |       |  | Frankrig        | 0 (1)  |  |
|  |                   | Tjekkiet (s) | 0 (3) |  |                 |        |  |
|  |                   |              |       |  |                 |        |  |
|  |                   |              |       |  |                 |        |  |
|  |                   |              |       |  |                 |        |  |
|  | 25. maj – Zurich  |              |       |  |                 |        |  |
|  | Tjekkiet (e.f.s.) | 3            |       |  |                 |        |  |
|  | Italien           | 2            |       |  |                 |        |  |

### Semifinaler
| 25. maj 2002 18:30 |

| Frankrig                    | 2 – 0   | Schweiz |
| --------------------------- | ------- | ------- |
| Malbranque 62' · Sorlin 70' | Rapport |         |

| St. Jakob-Park, Basel Dommer: Eduardo Iturralde González (Spanien) |

| 25. maj 2002 20:30 |

| Tjekkiet                       | 3 – 2 (e.f.s.) | Italien                              |
| ------------------------------ | -------------- | ------------------------------------ |
| Rozehnal 1' · Pospíšil 83' 99' | Rapport        | Pirlo 86' (str.) · Maccarone 90+4' · |

| Hardturm, Zurich Dommer: Franz-Xaver Wack (Tyskland) |

### Finale
| 28. maj 2002 20:30 |

| Frankrig | 0 – 0 (e.f.s.) | Tjekkiet |
| -------- | -------------- | -------- |
|          | Rapport        |          |

| St. Jakob-Park, Basel Dommer: Tom Henning Øvrebø (Norge) |

|                             |       | Straffesparkskonkurrence |  |
| Meriem Frau Escudé Boumsong | 1 – 3 | Pospíšil Grygera Skácel  |  |

| FRANKRIG:        |    |                     |     |     |
|                  |    |                     |     |     |
|                  | 1  | Mickaël Landreau    |     |     |
|                  | 2  | Anthony Réveillère  | 33' |     |
|                  | 3  | Julien Escudé       |     |     |
|                  | 4  | Jean-Alain Boumsong |     |     |
|                  | 5  | Mathieu Berson      | 77' | 87' |
|                  | 6  | Jérémie Bréchet     |     |     |
|                  | 7  | Olivier Sorlin      |     |     |
|                  | 9  | Sidney Govou        |     | 76' |
|                  | 10 | Steed Malbranque    |     | 64' |
|                  | 11 | Péguy Luyindula     |     |     |
|                  | 18 | Benoît Pedretti     |     |     |
| Udskiftere:      |    |                     |     |     |
|                  | 19 | Camel Meriem        |     | 64' |
|                  | 13 | Pierre-Alain Frau   |     | 76' |
|                  | 8  | Julien Sable        |     | 87' |
| Træner:          |    |                     |     |     |
| Raymond Domenech |    |                     |     |     |

| TJEKKIET:        |    |                  |     |     |
|                  |    |                  |     |     |
|                  | 16 | Petr Čech        |     |     |
|                  | 2  | Martin Jiránek   |     | 33' |
|                  | 4  | Petr Voříšek     |     |     |
|                  | 5  | Zdeněk Grygera   |     |     |
|                  | 8  | Lukáš Zelenka    |     | 81' |
|                  | 9  | Milan Baroš      |     | 38' |
|                  | 10 | Štěpán Vachoušek |     |     |
|                  | 13 | Karel Piták      | 89' |     |
|                  | 14 | David Rozehnal   |     |     |
|                  | 17 | Tomáš Hübschman  |     |     |
|                  | 19 | Rudolf Skácel    |     |     |
| Udskiftere:      |    |                  |     |     |
|                  | 20 | Radoslav Kováč   |     | 33' |
|                  | 11 | Michal Pospíšil  |     | 38' |
|                  | 15 | Jan Polák        |     | 81' |
| Træner:          |    |                  |     |     |
| Miroslav Beránek |    |                  |     |     |

| Linjedommere: Markku Tiensuu (Finland) Martin Balko (Slovakiet) Fjerdedommer: Bernhard Brugger (Østrig) |

## Målscorere
| 3 mål - Massimo Maccarone 2 mål - Michal Pospíšil - Pierre-Alain Frau - Olivier Sorlin - Alexander Frei 1 mål - Koen Daerden - Tom Soetaers - Zdeněk Grygera - Martin Jiránek - David Rozehnal - Gareth Barry - Peter Crouch - Jermain Defoe - Alan Smith (fodboldspiller, født 1980) | 1 mål, fortsat - Sylvain Armand - Sidney Govou - Péguy Luyindula - Steed Malbranque - Xenofon Gittas - Giorgos Kyriazis - Christos Patsatzoglou - Emiliano Bonazzoli - Andrea Pirlo - Ariza Makukula - Hélder Postiga - Filipe Teixeira - Hugo Viana - Ricardo Cabanas Selvmål - Koen Daerden (for Frankrig) |